# Pokémon Emerald
Pokémon Emerald (ポケットモンスター エメラルド Poketto Monsutā Emerarudo) là phiên bản thứ 3 video game được phát triển bởi Game Freak và phát hành bởi Nintendo dành riêng cho Game Boy Advance. Hai trò chơi sẽ được phát hành trên toàn thế giới vào ngày 16 tháng 9 năm 2004.